# Августин (Судоплатов)
Архимандри́т Августи́н (в миру Константи́н Степа́нович Судопла́тов; 20 декабря 1912 — 27 июля 1979) — архимандрит Русской православной церкви, наместник Троице-Сергиевой лавры (1970—1972), начальник Русской духовной миссии в Иерусалиме (1959—1961), наместник Псково-Печерского монастыря (1956—1959).

## Биография
Родился 20 декабря 1912 года в Астрахани в русской православной семье. Крещён в Михаило-Архангельском храме Астрахани.
В 1920 году в возрасте восьми лет отдан отцом в начальную школу, по окончании которой в 1924 году продолжил учёбу в семилетней школе, которую окончил в 1928 году.
С детства, по собственному признанию, отличался религиозностью и любил присутствовать на торжественных богослужениях в Астраханском Иоанно-Предтеческом монастыре. С 12 до 17 лет «исключительно активно» посещал церковь. Был помощником и книгодержцем у архиепископа Фаддея (Успенского), занимавшего Астраханскую кафедру в 1922—1926 годы. Общался с назначенным в 1926 году на Астраханскую кафедру епископом Филиппом (Ставицким), «знакомство с которым и многие встречи с ним и духовные беседы по разным случаям жизни окончательно уверили во мне решение с течением времени, когда закончу должным образом светское высшее образование по служению Русской православной церкви в монашеском звании».
Летом 1929 года около двух месяцев был псаломщиком в храме села Разин Бугор близ Астрахани, где тогда служили бывший настоятель Чуркинской Николаевской пустыни архимандрит Аркадий и бывший духовник этого монастыря иеромонах Иларион, о которых будущий архимандрит Августин отзывался как о людях высокой духовной жизни.
В 1930 году поступил в Астраханский педагогический техникум на школьное отделение. В июле 1933 года, по окончании техникума, был направлен преподавателем русского языка и географии 5-7 классов в Харабалинскую семилетнюю школу Харабалинского района Сталинградской области (ныне Астраханской области). В 1935 году работал инспектором школ Харабалинского района.
В сентябре 1935 года, в связи с болезнью отца, вернулся в Астрахань, где поступил на литературный факультет Астраханского государственного учительского института, который окончил в 1940 году. С июня 1939 года работал учителем русского языка и литературы 6-10 классов в средней школе № 3 города Астрахань.
После начала Великой Отечественной войны 26 июня 1941 года Сталинским РВК города Астрахани призван в ряды Красной армии. Приходил службу как Завделпроизводством отдела штаба 36-го стрелкового корпуса. Участвовал в боях за Польшу, Германию, Австрию, Чехословакию и Румынию. демобилизовался 14 мая 1946 года в звании старшего лейтенанта административной службы.
С августа 1946 по август 1953 года работал в Астрахани старшим школьным инспектором Наримановского районного отдела народного образования, был председателем совета по народному образованию. С августа 1950 по август 1954 года был действительным членом Общества «Знание», читал лекции по литературе. С 4 августа 1953 по сентябрь 1954 года работал директором Бирюковской средней школы. В сентябре — октябре 1954 года работал преподавателем русского языка на государственных курсах Министерства рыбной промышленности при Астраханском рыбном институте. Занимался творческо-литературной работой, главным образом на педагогические темы.
Уволился с гражданской службы «с целью посвятить вторую половину жизни честному служению церкви и Родине в монашеском звании». Некоторое время был секретарём епископа Псковского и Порховского Иоанна (Разумова).
3 апреля 1955 года принят послушником в Псково-Печерский монастырь. 5 июня того же года пострижен в монашество с именем Августин. Вскоре рукоположен в сан иеродиакона и иеромонаха.
С 21 августа 1955 года по 14 марта 1956 года служил казначеем Псково-Печерского монастыря.
13 июля 1956 года назначен наместником Псково-Печерского монастыря. При нём в 1957 году был построен «Архиерейский дом» и с помощью паломников произведён некоторый ремонт Михайловского собора. Не устраивал советскую власть, представители которой желали видеть наместником Псково-Печерского монастыря послушного и управляемого деятеля. Патриарх Алексий I сместил неугодного властям архимандрита Августина, но 28 июля 1959 года вместо него назначил наместником игумена Алипия (Воронова), ревностного поборника православия, уже отличившегося во время реставрационных работ в Троице-Сергиевой Лавре<ref>Архивированная копия. Дата обращения: 11 мая 2019. Архивировано из оригинала 11 мая 2019 года.</ref>.
1 октября 1959 года решением Священного Синода был назначен начальником Русской духовной миссии в Иерусалиме.
Наладил добрые отношения со всеми церковными и гражданскими властями. Это позволило ему устраивать в Троицком соборе торжественные богослужения, на которых служил патриарх Иерусалимский Венедикт и присутствовали представители дипломатического корпуса, штаба ООН, представители духовенства римо-католической церкви и других вероисповеданий и даже советский посол в Израиле.
В 1961 году был освобождён от должности начальника Иерусалимской миссии по состоянию здоровья.
16 июля 1970 года решением Священного Синода был назначен наместником Троице-Сергиевой лавры. В течение этого времени и до своей кончины ввиду слабого здоровья (его разбил паралич) он подолгу жил вне лавры, а вместо него исполняющим обязанности наместника лавры служил насельник лавры архимандрит Варнава (Кедров). Исполнял это служение до 1972 года.
Скончался 27 июля 1979 года.

## Сочинения
- Псково-Печерский монастырь // Журнал Московской Патриархии. 1956. — № 12. — С. 26-31.
- Прием в Русской Духовной Миссии Блаженнейшего Патриарха Иерусалимского Венедикта I // Журнал Московской Патриархии. 1960. — № 3. — С. 18-21.
- Торжество в Русской Духовной Миссии в Иерусалиме (празднование тезоименитства Святейшего Патриарха Алексия) // Журнал Московской Патриархии. 1960. — № 4. — С. 37-39
- Из жизни Русской Духовной Миссии в Иерусалиме // Журнал Московской Патриархии. 1960. — № 10. — С. 17-19.